# Michael Tucker
Michael Tucker (født 6. februar 1944 i Baltimore, Maryland) er en amerikansk skuespiller. Han er bedst kendt for sin rolle som Stuart Markowirz i L.A. Law, hvor han spillede sammen med sin kone Jill Eikenberry (som Ann Kelsey).

## Udvalgt filmografi
- L.A. Law: The Movie, (2002) – Stuart Markowitz
- Growing Up Brady, (2000) – Sherwood Schwartz
- L.A. Law, (1986)-(1994) – Stuart Markowitz
- A Town Torn Apart, (1992) – Dennis "Doc" Littky
- A Nick of time, (1991)
- Too Young to Die? ,(1990) – Buddy Thornton
- The Purple Rose of Cairo, (1985) – Gils agent
- Diner, (1982) – Bagel
- Eyes of Laura Mars, (1978) – Bert